# Experimenteller Wohnungsbau
Experimenteller Wohnungsbau bezeichnet politische Programme zur Förderung von Modellvorhaben des Wohnungsbaus. Diese Programme gibt es in Deutschland auf Bundes- und auf Landesebene. „Experimentell“ heißt dabei auch, dass sie Normen (etwa für Bautechniken den anerkannten Regeln der Technik) nicht immer genügen müssen, da sie neue Wohnformen oder -techniken erforschen.
Ziel der geförderten Modellvorhaben und Pilotprojekte ist es, vor dem Hintergrund des demographischen Wandels, sozio-ökonomischer Veränderungen, der zunehmenden Energieknappheit und des Klimaschutzes gemeinsam mit der Wohnungswirtschaft Herausforderungen der Zukunft vorausschauend aufzugreifen und in richtungweisenden, innovativen Wohnbaukonzepten umzusetzen. Damit verbunden wird teilweise auch die Absicht, die Wirtschaftlichkeit und Effizienz, beispielsweise im sozialen Wohnungsbau, zu steigern. 
Folgende Handlungsfelder stellen (je nach Bundesland unterschiedlich fokussierte) Gesichtspunkte der Förderung dar:
- Anwendung neuer Technologien
- Klimaanpassung im Wohnungsbau
- Erprobung neuer Formen für gemeinschaftliches Wohnen
- Umsetzung von ökologischen und nachhaltigen Konzepten, in den letzten Jahren vor allem im Bereich energiesparendes Bauen
- Umsetzung von barrierefreiem Wohnen und von Angeboten für unterschiedliche Bewohnerbedürfnisse in den verschiedenen Lebensphasen und im Zusammenleben der Generationen
- Aktivierung von Selbsthilfegruppen durch Wohnprojekte und alternative Trägermodelle
- die Beseitigung städtebaulicher und struktureller Missstände
- die Reaktivierung von Brachflächen.